# عبد الله الدوسري (لاعب ألعاب قوى بحريني)
عبد الله حسين الدوسري (ولد في 19 أبريل 1965) عداء مسافات طويلة بحريني. تنافس في سباق الرجال 5000 متر في دورة الألعاب الأولمبية الصيفية 1992 ببرشلونة، إسبانيا.

## روابط خارجية
- عبد الله الدوسري على موقع الاتحاد الدولي لألعاب القوى (الإنجليزية)
- عبد الله الدوسري على موقع أوليمبيديا (الإنجليزية)